# Wacquinghen
Wacquinghen är en kommun i departementet Pas-de-Calais i regionen Hauts-de-France i norra Frankrike. Kommunen ligger i kantonen Marquise som tillhör arrondissementet Boulogne-sur-Mer. År 2022 hade Wacquinghen 261 invånare.

## Befolkningsutveckling
Antalet invånare i kommunen Wacquinghen
| Referens: INSEE |